# Sisínio II de Constantinopla
Sisínio II de Constantinopla (em grego: Σισίνιος Β´) foi o patriarca de Constantinopla entre 996 e 999. Ele era de grande erudição e foi honrado com o cargo de magistro. Seu patriarcado foi marcado pelo enfrentamento das necessidades de seu rebanho, como o casamento e o divórcio, mas também por assuntos mais políticos, como a extensão do Patriarcado de Constantinopla.